# 必殺仕事人 (1979年のテレビドラマ)
『必殺仕事人』（ひっさつしごとにん）は1979年5月18日から1981年1月30日まで、朝日放送と松竹（京都映画撮影所、現在：松竹撮影所）の共同製作により、テレビ朝日系で、毎週金曜22:00 - 22:54に全84話が放送された、テレビ時代劇。主演は藤田まこと。
必殺シリーズの第15作、必殺仕事人シリーズの第1作、中村主水シリーズの7作目である。

## 概要
中村主水を主役に据えて、『必殺仕掛人』のストーリー構成で制作された。従来の主水シリーズでは登場しなかった元締の鹿蔵役に歌舞伎界の大御所中村鴈治郎、妻子持ちの剣豪・畷左門役に伊吹吾郎、血気盛んな飾り職人の秀役に三田村邦彦をキャスティング。平尾昌晃が久々に劇伴音楽担当に復帰した。
序盤はキャストが頻繁に入れ替わり、鹿蔵役の中村鴈治郎が体調不良で降板、おとわ役に山田五十鈴を迎え、掟に厳しい元締の下で動く仕事人たちの緊張感に満ちたドラマを描くも、第21話で降板している。
半吉役の山田隆夫も放映延長に伴い、第26話を最後に降板。第27話と28話は仕事の請負から、半吉がそれまで一手に担っていた諜報活動を主水、左門、秀の3人が自分で行った。
第29話より、左門が侍の身分と刀を捨ておでん屋を始め、殺し技も剣術から怪力による人体二つ折りに変更される。また半吉に代わる新しい密偵として、加代とおしまが登場。木更津の元締・六蔵役に演劇界の重鎮木村功を迎えるなどの大幅な設定変更がなされた。
この時期は東映から山下耕作、岡本静夫、長谷川安人を演出陣に招き入れ、第29話は石井輝男がメガホンを取っている。
前作『翔べ! 必殺うらごろし』の視聴率低迷から当初は必殺シリーズ最後を飾る作品となることも視野に入れてスタートしたが、様々な要因により視聴率が回復し長寿番組への礎を築くこととなった。
その要因には秀役の三田村の人気が若い女性を中心に急上昇したこと、また従来のように作品ごとにコンセプトを一新していく実験的作風から現状維持路線に転換、同じ看板（タイトル）を長期に渡って放送し続けたことで番組の知名度が向上したことなどが挙げられる。そのため、一貫したコンセプト・作風の希薄化やマンネリズムなどの弊害も生まれたが、結果、歴代最長の全84話となった。
鹿蔵編の第2話をはじめ、六蔵編以降も第29話や第38話など中村家のシーンなしでエンディングに変わる回も少なくない。
上記のように、ファンなどから「1話から28話までは傑作」だが、29話以降は「マンネリやライト路線で堕落した」「前作うらごろし、それこそ最高傑作新・必殺仕置人で必殺は終わるべきだった」の声もあるが、29話は「脚本の野上＆監督の石井で描写がしっかりしている傑作」「39話や61話、71話、83話に最終回の84話の5話は傑作」との評もある（リンクが切れているので、要出典）。
『新・必殺仕事人』以後の仕事人シリーズとの最大の違いは、グループに元締が存在している点であり、そのため冒頭や前半には殺しの依頼と標的が確定している回が多かった。

## あらすじ
江戸には晴らせぬ恨みを金を貰って晴らす、仕業人・商売人といった闇の稼業が存在していたが、その一人がある大物の悪徳商人を仕置したことで、奉行所の取締まりが厳しくなり、これら闇の仕事師たちは江戸から姿を消した。
中村主水は闇稼業から足を洗い、南町奉行所のベテラン同心が八王子の同心を指導する任務で家族ともども八王子に半年前から赴任していた。だが、突然江戸への帰還を命じられる。主水も周囲の人間も驚いたが勘定奉行の稲葉が南町奉行所に働きかけたためである。これは裏稼業の大元締、鹿蔵の仕業であり、江戸に闇の裏稼業を復活させるため、勘定奉行に依頼して主水を江戸へ呼び戻し、仲間にしようとしたのだが主水は復帰を断る。
その直後、主水は浪人の畷（なわて）左門に命を狙われる。左門はさる藩の藩士であったが、5年前、家老の権藤が策を巡らし、妻の涼を手篭めにしようとしたため、権藤を斬り殺し脱藩。その後江戸に逃亡していた。彼を追跡していた家老の息子と主水の顔が偶然にも瓜二つであり、襲撃はこれを利用した鹿蔵の差し金であったことを知った主水は、鹿蔵と再び相まみえる。鹿蔵は、もう一度仕事を主水に依頼。無惨な死に方をしたかつての仕業人グループの仲間、赤井剣之介とお歌の死に様に思いを馳せ、主水は「この江戸に仕事人なんかもうひとりもいやしねえ」と躊躇するものの、鹿蔵の説得と大量の小判を前に心動かされ、裏稼業への復帰を決意する。
左門も逃亡生活に明け暮れる現状を変えたいと考えており、鹿蔵の心意気に心動かされ、妻と一人娘の美鈴という「二つの宝」を守るため、闇の世界に自ら足を踏み入れる。しかし左門は慣れぬ戦いに苦戦するが何者かの加勢が入り、辛うじて悪人を始末する（第1話）。
一夜明け、主水は仕事の現場に残された遺留品から、飾り職人の仕業と睨み、捜査を開始。そこに現れたのが、現在は裏稼業から足を洗い、左門一家の隣に独り住む、飾り職人の秀であった。秀は自分の愛人が事件の被害に遭い殺されたことから、犯人を始末しようとしたものの、犯人が偶然、主水たちの標的と同一人物と分かり、仕事に加勢したのだ。鹿蔵は主水たちと同様に、秀を仲間にしようとするが、秀は申し出を断る。
秀には仕事に対する独自の信念を持っていた。だが標的を始末しても涙がとどまることを知らない頼み人の姿にその信念を打ち砕かれた秀は、主水や鹿蔵たちに仲間入りを志願。かくして鹿蔵を元締とする「仕事人」チームが結成されたのである（第2話）。

## 登場人物

### 仕事人
中村主水
演 - 藤田まこと
南町奉行所の定町廻り同心。八王子に飛ばされ、惰眠を貪っていたが、鹿蔵と勘定奉行・稲葉の裏工作により、江戸に戻ってきた。多くの仲間との離別を経験してきたことから、いったんは裏稼業に戻ることを拒むが、仕事料の小判を目にして復帰を決意する。
情に流されやすく、若さが先走りがちな秀に対しては厳しく接する一方、殺しの腕は認めている。
元締が不在の間は、仕事人をまとめていた。左門がおでん屋を開いてからは度々屋台に通っているが、ツケ払いで飲食をしている。
左門や秀からは「八丁堀」と呼ばれ、おとわと加代は「中村さん」と呼んでおり左門も時々「中村さん」と呼んでいた。半吉とおしまは「旦那」と呼んでいた。
最終話では女スリに十手をすられたことが起因し、仕事人チーム崩壊の危機を招いてしまう。
畷左門
演 - 伊吹吾郎
非道な主家の家老を斬ったことから妻子を連れて、江戸に脱藩してきた浪人。鹿蔵の人柄に惹かれ、家族を守りたい一心から仕事人となる。第29話より、同田貫を売った資金で屋台おでん屋「でん楽」を開業、髷も切り落とし坊主頭となる。以降、仲間内の会話でも侍の堅苦しさは抜け、ざっくばらんな口調に変わる。
剣や柔の技を用い腕力も強いが裏稼業の経験は無く、標的を誤ったり敵に捕まるなど苦戦もあったが、経験を積むに連れ仕事人として成長。特に精神面では仕事人歴が長い秀を上回り、未熟な行動を繰り返す秀を諭したり叱責したりするようになった。
最終話では悪党が狙う証文の折り鶴を美鈴に持たせていたことが仇となり、左門の留守中に長屋を襲われ、涼は死亡し美鈴もショックで記憶と感情をなくしてしまう。その後、失意のまま美鈴とともに江戸を離れ旅に出る。落ち着く先が決まったら知らせろという主水に対し「知らせない」と答え二度と裏稼業に戻らない意思を悔恨と共に示した｡

秀
演 - 三田村邦彦
左門と同じ長屋に住む飾り職人。仕事人から足を洗っていたが、第1話で男女関係のあった料亭の女将の仇討ちのため戸ケ崎兄弟殺しに動き、同じ標的を狙う左門に陰で手を貸した。その後第2話で恋人の裏切りで殺された親友の仇を討つために主水たちと手を結ぶが、その際、事切れた仇を目の前にして泣き続ける頼み人の姿を見て「殺しは後に何も残らないスカッとしたもの」という自身の価値観を覆され、主水たちのグループに仲間入りする。
血気盛んでお人好し、情に流されやすく主水や左門から窘められることが多いが、殺しの腕は確かで、仕事のトリを務めることも少なくなかった。仕事の際、左門と連携して行動することもあった。身が軽く体術に長け、潜入調査などでも活躍した。
武士や役人を嫌っているため、そうした連中が絡む仕事では怒りを露にすることが多く、主水にも怒りの矛先を向けることがある。
第26話で半吉が殺された時には、自らが頼み人となり仕事を依頼し実行した。
仕事の際は、以後のシリーズでもおなじみのトレードマーク的な黒装束を身にまとうが、普段は『新必殺仕事人』以降とは異なり町人風の着流しを着ることも多い。
最終話では主水、加代と共に左門親子の悲壮な旅立ちを見送った後、自身も江戸を離れいずこへともなく旅立っていった。

半吉
演 - 山田隆夫
障子、行燈、襖の張り替え屋で仕事人の密偵。情報収集と仕事の段取りを付け、主水たちと元締（鹿蔵・おとわ）の連絡役も務める。
正八や捨三、半次に比べて裏稼業面での活躍と登場が少ないが、おふくとの「大女と小男」の取り合わせのお色気ギャグシーンは初期の定番で、コメディリリーフとしての存在感は強い。鹿蔵とおとわには可愛がられていたが、主水からは安い駄賃でこき使われることが多かった。また年齢が近く気さくな秀とは馬が合うようで、友達感覚で軽口を叩き合うシーンもあった。
おとわが江戸を去った以降は活躍の場面が増えていた。悪人たちに何度か斬られたり心中に見せかけられて川に落とされたり、瀕死の重傷を負う暴力まで振るわれて来ても飄々と生き延びてきたが、第26話で悪人に殺害され死亡。

鹿蔵
演 - 中村鴈治郎
将棋会所の主人。50年に渡って裏稼業に関わって来た仕事人で勘定奉行の稲葉と繋がっており、それを手蔓に、主水を八王子から江戸に復帰させ、チームの元締となる。
第6話にて将軍の弟を始末する仕事を引き受けたことから、このまま居れば稲葉に迷惑が及ぶと判断して江戸から去って行く。第17話で江戸へ舞い戻り、主水たちと再会して仕事に協力するが再び旅に出てしまう。第20話で立ち寄った村の住人が大目付によって苦しめられている事実をおとわ宛の手紙で知らせてから以降は全く登場しなくなった。
初期の脚本では『新・必殺仕置人』に登場する元締・虎が鹿蔵の弟であることが語られていたが、中村の早期降板により設定が消滅。放送段階では削除されている。
おとわ
演 - 山田五十鈴
三味線弾きを生業とし、舟宿を住処にしている。江戸を離れた鹿蔵の後を継ぎ、第7話より主水たちの元締となった。後に鹿蔵と夫婦関係であることが判明する。愛人を連れて江戸に戻ってきた鹿蔵を手に掛けようとしたり、本気で結婚を考える秀を仕事人の掟を破った者として見限り、左門に始末を命じるなど筋を通すことに厳しい一面を見せるが、本来は豪放磊落な性格である。主水に対し当初は陰口を叩いていたが、幾たびか仕事を行ってから互いに信頼し、舟宿で酒を飲み合う仲となった。
他の元締めの中でも直接殺しに参加する事が多く、敵の首領に止めをさす役目を担う事も多い。
第21話で、殺しの標的である女芸人が幼い頃に他家に貰われていった妹であることに気付くが、主水たちには真実を告げぬまま、仕事を遂行し、その後は仕事に疲れたという手紙を残し、江戸を離れた。
おとわ役を演じた山田は後に『新・必殺仕事人』で、仕事人グループの おりく役を演じているが、おとわとは別人の設定である。
六蔵
演 - 木村功
おとわの後を継いだ元締。鹿蔵、おとわとは面識があるらしい。10年前までは仕事人だったが、父親の死をきっかけに木更津のとある漁村の長（おさ）となり、仕事人から足を洗っていた。
初登場となる第29話では、自ら主水に近づき仕事の話をしたり、加代を使い秀や左門に自分の存在を匂わせ、木更津にいる自分のことを探し出させるように仕向けさせた。
木更津の屋敷で顔を合わせた後、自分の素性や村の現状を話し、自らが頼み人となり仕事を3人に依頼した。六蔵曰く「3人の腕を試すためにやった。見つけられなかったらそれまでの人と思うつもりだった」らしい。
温厚な性格で情に厚く、漁村や村の人々のことを大切に思っており、村民たちに分け隔てなく優しく接している。普段は木更津に居るため極端に出番は少なく、仕事を見届けるため現場に行くことはあっても、おとわのように殺しに参加することはなかった。
事件の頼み人や被害者の心情に寄り添う優しい元締だが、第38話で頼み人の裏切りにより人相書きが出回りかけた時は、躊躇なくおしまや加代を道連れに自害する覚悟を見せるといった凄みも持ち合わせている。
加代
演 - 鮎川いずみ
六蔵の配下で仕事人の密偵。おしまの経営する質屋で働いているが、裏稼業の偵察時は芸者や花売りなど様々な風体に身を変える場合もある。主水たちと木更津に居る六蔵の連絡役も務める。口煩いが、情に厚い性格。
主に江戸と木更津を馬や徒歩で往復する他、仕事の際、集合場所で標的とする相手を伝え、仕事料を渡す役目も担うほか、おしまと共に囮になるなど半吉より出番が多く仕事のサポートも行う。また、仕事の完了を依頼人に伝える役目もしている。新仕事人以降とは違い、仕事の依頼や報告などの際は主水に敬語で話し、時には主水に鉄拳制裁されたりもした。六蔵が網元を務める木更津の漁村の生まれで、第53話でかつて六蔵と男女の関係があったことが明らかになる。
おしま
演 - 三島ゆり子
江戸の質屋「上総屋(かずさや)」を取り仕切る女性。加代と同じく六蔵の配下で仕事人の密偵で、加代からは年増扱いされることが多い。好みの男性客が来ると店の奥に引き込もうとするなど、かなりの男好きである。口癖は「許せないわぁ」。加代とは古く（十年以上前）からの顔なじみ。
連絡役の加代と異なり、仕事人の集合場所である質屋のカモフラージュで店番を務めていることが多いため、半吉と同じく店に顔を出す主水以外とは顔を合わせる機会は少ない。
第36話および第72話では、『暗闇仕留人』の妙心尼を思わせる尼僧姿で当時流行した「なりませぬ」の台詞を劇中で言うセルフパロディを演じた。
『必殺仕置人』においても、同名の「おしま」役で出演しているが、別人設定のようである。

### その他
中村せん
演 - 菅井きん
主水の姑。あいかわらず婿養子の主水に口うるさい。
中村りつ
演 - 白木万理
主水の妻。せんの前では主水に口うるさいが、二人きりになると惚れている素振りを見せる。
畷凉（りょう）
演 - 小林かおり
左門の妻。左門に尽くし、美鈴に優しく、長屋でも気さくな美人。第59話で元老中に、他の話では悪しき家老の企みによって、捕らえられたことがあった。
最終回で、左門が裏の仕事で留守中、外道に長屋を急襲され殺されてしまう。最期は左門の腕の中で、夫が無事だったことに安堵しながら、左門の裏稼業を知っていたことを告げ息を引き取る。
畷美鈴
演 - 水本恵子
左門の娘。明るく人懐こい性格で、隣に住む秀を慕っている。外道盗賊一味に誘拐されたことがあった。
最終回で長屋が外道に襲われ、自身は助かるが、目の前で母親の涼が殺されたため、二重のショックが原因で記憶喪失になり、以前の明るさをも失ってしまう。その後、左門とともに巡礼姿で江戸を離れる。
おふく
演 - かわいのどか
出会茶屋の仲居で、半吉の恋人。明朗快活な性格で、小柄な半吉に比べ、大柄な体格である。
第23話で、半吉が外道に狙われている事を察知し、彼を守るために番屋へ半吉の保護を訴える。その際に対応した同心が外道たちの仲間で、口封じで背後から刺殺された。
与力 伊沢
演 - 唐沢民賢
南町奉行所の与力で、主水の上司。
第15話で奉行の命令として裏の仕事を主水たち仕事人に依頼した。
筆頭同心 早川
演 - 早崎文司
南町奉行所の筆頭同心で、主水の上司。
初対面時の主水は彼を筆頭同心と知らず、職場怠惰の心得を吹き込ん上に「面白い顔だな」と顔を指摘して雑用を命令した。その後に朝礼の挨拶時に叱責と同時に、主水を殴った。
長い物（特にウナギ）が大嫌いである。
筆頭同心 荒巻
演 - 芝本正
”ちょんぼ”で左遷された(主水談)早川の後任の筆頭同心で、主水の上司。
奉行所の衛生面や規律を重んじ、主水たちに掃除を徹底させる。
ナレーション
オープニング、第1話冒頭 - 芥川隆行
登場人物の変遷
| 話数            | 元締     | 密偵     | 密偵     | 主水の上司 | 仕事人            | 仕事人              | 仕事人      |
| --------------- | -------- | -------- | -------- | ---------- | ----------------- | ------------------- | ----------- |
| 第1話 - 第6話   | 鹿蔵     | 半吉     | 半吉     | 伊沢       | 中村主水 （同心） | 畷左門 （浪人）     | 秀 （職人） |
| 第7話 - 第21話  | おとわ   | 半吉     | 半吉     | 伊沢       | 中村主水 （同心） | 畷左門 （浪人）     | 秀 （職人） |
| 第22話 - 第26話 | （不在） | 半吉     | 半吉     | 伊沢       | 中村主水 （同心） | 畷左門 （浪人）     | 秀 （職人） |
| 第27話 - 第28話 | （不在） | （不在） | （不在） | 伊沢       | 中村主水 （同心） | 畷左門 （浪人）     | 秀 （職人） |
| 第29話 - 第57話 | 六蔵     | 加代     | おしま   | 早川       | 中村主水 （同心） | 畷左門 （おでん屋） | 秀 （職人） |
| 第58話 - 第84話 | 六蔵     | 加代     | おしま   | 荒巻       | 中村主水 （同心） | 畷左門 （おでん屋） | 秀 （職人） |

### ゲスト
第1話 「主水の浮気は成功するか?」
- お栄 - 谷口香
- 重次郎 - 内田昌宏（現：勝正）
- 長次 - 千葉敏郎
- 同心・田口 - 鈴木慎
- 惣兵ヱ - 国一太郎
- 栗田 - 日高久
- 弥助 - 加茂雅幹
- 稲葉 - 加藤清武
- 胴元 - 伊波一夫
- 鳶 - 東悦次
- 職人 - 加藤正記
- 職人 - 平井靖
- 内儀 - 志岐内竜子
- 重内 - 岸田森

第2話 「主水おびえる! 闇に光る眼は誰か?」
- 宗次 - 江木俊夫
- おいせ - 赤座美代子
- おゆき - 結城しのぶ
- 庄兵衛 - 早川雄三
- 喜兵衛 - 西山嘉孝
- 久七 - 藤沢薫
- 藤助 - 重久剛
- 会所の客 - 油井恵三
- 丸尾好広
- 水上杢太郎

第3話 「仕事人危うし! 暴くのは誰か?」
- お衣 - 田中真理
- 与之介 - 石田信之
- 古賀源内 - 西園寺章雄
- 田口 - 田畑猛雄
- 客 - 坂東国太郎
- めしや親爺 - 伊波一夫
- 同心 - 松尾勝人
- 駕篭屋(ア) - 中村明豊
- 駕篭屋(イ) - 暁新太郎
- 手代 - 加藤正記
- 古賀蔵人 - 山田吾一

第4話 「主水は三途の川を避けられるか?」
- 更科屋金兵ヱ - 北村英三
- 須賀遠江守 - 五味龍太郎
- 日寛大僧正 - 御木本伸介
- 信介 - 三島新太郎
- 頼三 - 原田君事
- 同心杉井 - 大杉雄太郎
- お糸 - 津奈美りん
- お糸の母親 - 丸平峯子
- お松 - 結城なほ子
- 壬生蔵人 - 丹波哲郎

第5話 「三十両で命が買えるか?」
- 松吉 - 天津敏
- 信太郎 - 永井秀和
- お咲 - 岩崎良美
- 井筒屋幸右ヱ門 - 永田光男
- 源造 - 芦田鉄雄
- お弓 - 宮田圭子
- そば屋主人 - 北見唯一
- 銀次 - 遠山二郎
- 岩造 - 出水憲司（現・出水憲）
- 小間物屋主人 - 乃木年雄
- チョロ吉 - 諸木淳郎
- ピン太 - 渡辺憲悟
- 家主 - 藤川準
- ヤクザ - 宮川珠季

第6話 「主水は葵の紋を斬れるか?」
- 松平聖二郎 - 目黒祐樹
- 用心棒 舎熊 - 田中浩
- 用人 陣内 - 西田良
- 桃源院 - 新海なつ
- お美代 - 諏訪アイ
- 晋松 - 柳川清
- 唐津屋 - 伊東亮英
- 伊藤伊織 - 石倉英彦
- 店の主人 - 堀北幸男
- 岡場所の番頭 - 沖ときお
- 唐津屋の娘 - 大崎紀子
- 唐津屋の妻 - 小林泉
- 仲人 - 伊波一夫

第7話 「主水をあやつるバチの音は誰か?」
- 勘次 - 花紀京
- おさよ - 志麻いづみ
- 蝮の吉兵ヱ - 江幡高志
- 嘉平 - 田中弘史
- 相良 - 伴勇太郎
- 山崎 - 筑波健
- 喜三郎 - 石原須磨夫
- 子分(ア) - 東悦次
- 子分(イ) - 平井靖
- 子分(ウ) - 美鷹健児
- 小者 - 扇田喜久一

第8話 「仕事人が可愛いい女を殺せるか?」
- 藤女 - 吉行和子
- 嶋村頼母 - 亀石征一郎
- お種 - 江崎英子
- 医者 良益 - 有川正治
- 和泉屋庄助 - 北原将光
- 松吉 - 堀北幸夫
- 正太郎 - 加藤正記
- 坊主 - 佐々木松之亟
- 夜鷹の客(ア) - 美鷹健児
- 夜鷹の客(イ) - 東悦次

第9話 「蛍火は地獄への案内か?」
- 駒造 - 桑山正一
- 喜市郎 - 小野進也
- おひさ - 高杉早苗
- 忠助 - 大木正司
- 伊勢屋 - 沖ときお
- 老主人 - 市川男女之助
- 丁稚 - 細井伸悟
- 初老の夜鷹 - 小林加奈枝
- 屋台の親爺 - 藤川準
- 喜一郎の子供時代 - 辻村重樹

第10話 「木曽節に引かれた愛のその果ては?」
- 忠兵ヱ - 安部徹
- おりえ - 久保にしき
- 新左 - 荒谷公之
- 木曽駒勝蔵 - 五味龍太郎（2回目）
- 湊屋 - 海老江寛
- 七兵ヱ - 山本一郎
- ノブ - 木下サヨ子
- 用心棒 - 中村明豊
- 勝蔵配下(ア) - 伊波一夫
- 勝蔵配下(イ) - 松尾勝人
- 勝蔵配下(ウ) - 東悦次
- 勝蔵配下(エ) - 丸尾好広

第11話 「極悪人ほど よく眠れるか?」
- 唐津屋清造 - 田崎潤
- 清一郎 - 長澄修
- お春 - 秋谷陽子
- およね - 八木孝子
- 柳原主膳 - 西山辰夫
- 笠置屋弥兵ヱ - 楠年明
- 越後屋彦蔵 - 玉生司朗
- 侍大原 - 暁新太郎
- 地廻り寅松 - 丸尾好広
- 番頭佐平 - 平井靖
- 越後屋番頭 - 松尾勝人

第12話 「三味の音は七つの柩のとむらい唄か?」
- 岡出源八郎 - 石橋蓮司
- 石地蔵の甚兵ヱ - 井上博一
- 松野主膳 - 西山嘉孝
- おもん - ひろみどり
- 石坂きぬ - 吉本真由美
- 伊之吉 - 吉田良全
- 与助 - 大橋壮多
- 村川 - 水上保広
- 森山 - 滝譲二
- 石坂 - 宮川珠季
- 田村 - 東悦次
- おはん - 中塚和代

第13話 「矢で狙う標的は仕事人か?」
- 山鹿の才蔵 - 中野誠也
- お京 / お初（二役） - 三浦真弓
- 甚八郎 - 山本清
- 又蔵 - 下元年世
- 同心桜井 - 古川ロック
- 同心渡辺 - 重久剛
- 同心鈴木 - 伊波一夫
- 矢場の男 - 西川ヒデキ
- 才蔵の配下 - 東悦次
- 扇田喜久一
- 美鷹健児
- 和田かつら
- 福山真由美

第14話 「情は人のためにならないか?」
- 笠井勝之助 - 葉山良二
- お花 - 大森不二香
- 茂八 - 白山英雄
- 関口玄藩 - 中村錦司
- 小杉 - 西田良
- 鶴蔵 - 石浜祐次郎
- 人夫(ア) - 遠山二郎
- 人夫(イ) - 諸木淳郎
- 人夫(ウ) - 暁新太郎
- 人夫(エ) - 加藤正記

第15話 「その仕事の依頼引き受けるのか?」
- 小津屋市兵ヱ - 今井健二
- おかよ - 三浦リカ
- 常松 - 今村広則
- 老中 - 永野達雄
- 与力相良 - 須永克彦
- 高田屋 - 藤尾純
- 同心長谷川 - 浜田雄史
- 奉行 - 北原将光
- 殿村屋 - 堀北幸夫

第16話 「綺麗な花にはなぜ刺があるのか?」
- 北出角之進 - 宗方勝巳
- おふじ - 根岸とし江（現・季衣）
- 坂井屋 - 山岡徹也
- りく - 荒木雅子
- 志乃 - 小川露里
- 成田屋の老婆 - 小林加奈枝（2回目）
- 口入屋 - 伊波一夫
- 小間物屋 - 森秀人
- 用心棒 - 花岡秀樹
- 暁新太郎
- 諸木淳郎
- 丸尾好広
- 横井邦夫

第17話 「鉄砲で人を的にした奴許せるか?」
- お安 - 加山麗子
- 田付千之亟 - 重田尚彦
- 稲富市之助 - 柳川昌和
- 井上多一郎 - 高木吉治
- 仁吉 - 田畑猛雄
- 嘉六 - 梶本潔
- 仙蔵 - 山本弘
- 治平 - 伊波一夫
- おこう - 服部明美
- 同心 - 松尾勝人
- 平井靖
- 美鷹健児
- 東悦次
- おりん - 真行寺君枝

第18話 「武器なしであの花魁を殺れるのか?」
- あづまぢ太夫 - 喜多川美佳
- お冴 - 村田みゆき
- 玉屋重左ヱ門 - 横森久
- 三郎兵ヱ - 高野真二
- 忠七 - 千代田進一
- 近江屋 - 有川正治
- 屋台の親爺 - 松尾勝人
- 親類の男 - 伊波一夫
- 長屋の女(ア) - 武田てい子
- 長屋の女(イ) - 倉谷礼子
- 長屋の女(ウ) - 岩崎美也子
- 女郎 - 三笠敬子
- 黒衣組の男(ア) - 諸木淳郎
- 黒衣組の男(イ) - 暁新太郎
- 黒衣組の男(ウ) - 美樹博
- 黒衣組の男(エ) - 丸尾好広

第19話 「仕事人が女に惚れて何故悪い?」
- お加代 - 村地弘美
- 浜田屋徳兵ヱ - 谷口完
- おひさ - 史織ゆき
- 井筒屋吉兵ヱ - 須藤健
- 勘十 - 下元年世
- お里 - 藤山喜子
- お松 - 小林泉
- 寅松 - 滝譲二
- 磯吉 - 笹吾朗
- 吉次 - 加藤正記
- 野島誠之進 - 有川博

第20話 「この世の地獄は何処にあるのか?」
- 大日方主膳 - 草薙幸二郎
- 伊藤秀吉 - 原口剛
- 源太 - 大林直樹
- 耕兵ヱ - 阿木吾郎
- 日野次郎左 - 加治春雄
- 耕作 - 石倉英彦
- お竹 - 木下サヨ子
- 源右ヱ門 - 市川男女之助
- お菊 - 吉田哲子
- 村人(ア) - 伊波一夫
- 村人(イ) - 木沢雅博
- 村人(ウ) - 大迫ひでき
- 役人(ア) - 丸尾好広
- 役人(イ) - 平井靖
- 役人(ウ) - 東悦次
- 役人(エ) - 扇田喜久一
- 役人(オ) - 加藤正記

第21話 「子隠しで昔の恨みを晴らすのか?」
- 花川染次 - 清水郁子
- おみね - 松岡由利子
- 津軽屋宗兵ヱ - 堺左千夫
- 新次 - 花上晃
- 狐塚源三 - 川浪公次郎
- 番頭 - 玉生司朗
- 仙太郎 - 瀬賀敏之
- 馬吉 - 暁新太郎
- 参太 - 花岡秀樹
- 染吉 - 和田かつら
- おとわの母親 - 上田恵子
- おとわの子供時代 - 福山真由美
- 染次の子供時代 - 駒田真紀

第22話 「登城する大名駕籠はなぜ走るのか?」
- 大田原和之 - 富川徹夫
- おゆき - 植木絵津子
- おみつ - 石川えり子
- 時枝伝ヱ門 - 北見唯一
- 芦田 - 筑波健
- 大田原和清 - 水上保広
- 藩士(ア) - 宮川珠季
- 藩士(イ) - 美鷹健児
- 目明し - 松尾勝人
- 伽女 - 岩崎美也子
- 侍 - 東悦次
- 伊八 - 長谷川明男

第23話 「渡る世間は鬼ばかりか?」
- 服部欽造 - 川合伸旺
- お滝 - 長田渚左
- 忠助 - 中村孝雄
- 捨吉 - 波田久夫
- 完治 - 出水憲司（2回目）
- 仁平 - 諸木淳郎
- 十兵ヱ - 堀北幸夫
- お里 - 山口真代
- お雪 - 沢芝藍子
- 番頭 - 伊波一夫

第24話 「冥土へ道連れを送れるか?」
- 平助 - うえだ峻
- 利兵ヱ - 牧冬吉
- 佐平次 - 田中弘史
- 伊平次-伴勇太郎
- 彦次郎 - 新城邦彦
- 与吉 - 北原将光
- 女将 - 近江輝子
- 忠太郎 - 岡本將
- 玉五郎 - 美樹博
- 同心 - 伊波一夫
- 菊千代 - 岩井友見
- 会田玄斉-菅貫太郎

第25話 「裏の裏のそのまた裏に何があるのか?」
- 佐和 - 津山登志子
- 源太 - 島米八
- 十兵ヱ - 藤沢薫
- 松前屋-藤尾純
- 萬手- 布目眞爾
- 番頭 - 沖ときお
- 大家 - 藤川準
- 遣り手婆 - 武田てい子
- 子分 - 森山紹秀
- 子分 - 北剛
- 子分 - 橋本和博
- 上州屋主人 - 松尾勝人
- 巳之吉 - 綿引洪（現・勝彦）
- 猿の三次-須賀不二男

第26話 「半吉は女の愛で立ち直れるか?」
- 萩野 - 北川恵
- お袖 - 佳那晃子
- 藤波 - 絵沢萠子
- 手代風の男 - 重久剛
- 瓦版売り - 千代田進一
- 芋屋の親爺 - 伊波一夫
- 町の男 - 松尾勝人
- 町の男(イ) - 植山義昭
- 武芸者 - 丸尾好広
- 伊集院伝八 - 志賀勝

第27話 「死を賭けて虎の尾が踏めるのか?」
- 杉江茂宗 - 本郷直樹
- お光 - 朝加真由美
- 用人坂口 - 大竹修造
- 家老 中岡 - 永野達雄
- 水谷 - 国一太郎
- 関根 - 柳原久仁夫
- 杉江出羽守 - 北村光生
- 春駒 - 三笠敬子
- 作造 - 堀北幸夫
- 同心(ア) - 筑波健
- 同心(イ) - 宮川珠季
- 高利貸 - 鈴木政喜
- やり手婆さん - 三星東美

第28話 「尼寺に鬼女は棲むのか?」
- 一文字屋万造 - 外山高士
- 雅 - 森愛
- 越中屋佐吉 - 西山嘉孝
- 富松 - 剣持伴紀
- 佐母次 - 木村元
- 才蔵 - 大下哲矢
- 利助 - 下元年世
- 舟木小文吾 - 鈴木金哉
- 梅津 - 島村晶子
- 小女 - 岩崎美也子
- 番頭 - 伊波一夫
- 娘 - 沢芝藍子

第29話 「新技腰骨はずし」
- 荒井十郎太 - 八名信夫
- 儀助 - 五味龍太郎（3回目）
- おくま - 小林加奈枝（3回目）
- お染 - 沢芝藍子
- 芸者(ア) - 常山直子
- 芸者(イ) - 内田真江
- 芸者(ウ) - 浜野圭子
- 屋台の客(ア) - みのわだ良太
- 屋台の客(イ) - 松尾勝人
- 屋台の客(ウ) - 丸尾好広
- 瓦版屋 - 千代田進一
- 松浦市之介 - 今井健二

第30話 「酔技田楽突き」
- 中塚六兵ヱ - 船戸順
- お清 - 仁和令子
- 白虎 - 近藤宏
- 魚辰 - 妹尾和夫
- 熊造 - 遠山二郎
- 猪助 - 筑波健
- 丑松 - 山本一郎
- 長助 - 有光豊
- 八百屋 - 大橋壮多
- 清兵ヱ - 安藤仁一郎
- お米 - 三星東美
- 子分(ア) - 東悦次
- 子分(イ) - 梶山雅一

第31話 「弓技標的はずし」
- 浅山玄蕃 - 田中浩（2回目）
- おひろ - 讃岐ゆう子
- お為 - ひろみどり
- 甚内 - 中村錦司
- 又三 - 有川正治
- 生馬 - 道井和仁
- 医者玄庵-北見唯一
- 仲間-美鷹健児
- 町人-伊波一夫
- 夜鷹(ア) - 三笠敬子
- 夜鷹(イ) - 倉谷礼子
- 夜鷹(ウ) - 岩崎美也子
- 客(ア) - 西川ヒデキ
- 客(イ) - 平井靖
- お梶 - 根岸明美

第32話 「隠技待伏せ斬り」
- 染香 - 有吉ひとみ
- お袖 - 尾崎弥枝
- 高岩源次郎 - 加藤大樹
- 大野兵馬 - 村上正次
- 荒木貴三郎 - 山本茂
- 長助 - 有光豊
- 権太 - 河野実
- 徳兵ヱ - 日高久
- 高岩 - 邦保
- 老用人 - 北原将光
- 同心-宮川珠季
- 番頭-伊波一夫
- 仲間(ア) - 暁新太郎
- 仲間(イ) - 諸木淳郎
- 老商人 - 北原将光
- 医者 - 藤川準
- 口入屋番頭 - 美鷹健児
- 大工 - 暁新太郎
- 左官 - 西川ヒデキ

第33話 「炎技半鐘撲り」
- 菊乃 - 岡田可愛
- 吉蔵 - 田口計
- 高田東馬 - 水上保広
- 中島半之丞 - 石倉英彦
- 河野次郎左ヱ門 - 丘路千
- 茂七 - 美鷹健児
- 子平太 - 東悦次
- 金市 - 吉岡靖彦
- 神崎主膳 - 藤川準
- お松 - 和田かつら
- 小者 - 平井靖
- 同心 - 松尾勝人
- 吉之助 - 中野誠也（2回目）

第34話 「釣技透かし攻め」
- お初 - 竹井みどり
- 新三 - 八波一起
- 彦十 - 村田正雄
- 備前屋藤兵ヱ - 谷口完
- 阿久津 - 西田良
- 権助 - 伴勇太郎
- 漁師の女房 - 山村嵯都子
- 老婆 - 松井加容子
- 老爺 - 石原須磨男

第35話 「飛技万才踊り攻め」
- 雷門大五郎 - 大前均
- 岩村典膳 - 山本昌平
- 田所十内 - 田渕岩夫
- 鉄次 - 岡本忠幸
- 鬼崎 - 喜田晋平
- 吉三郎 - 小田草之介
- 手品師 - 大橋壮多
- 文吉 - 柳川昌和
- やよい - 石屋智子
- おまつ - 宮本毬子
- 与兵ヱ - 伊波一夫
- おはま - 岩崎美也子
- 芸人(ア) - 沖ときお
- 芸人(イ) - 倉谷礼子
- 芸人(ウ) - 森山秀紹
- かめ三 - 江戸屋小猫
- つる吉 - 江戸家猫八

第36話 「合掌技地獄落し」
- 天海 - 早川純一
- 仁右ヱ門 - 山本清（2回目）
- 恵泉尼 - 原良子
- 春雪尼 - 田中綾（現：綾子）
- 清太郎 - 小林芳宏
- 秋月尼 - 小野朝美
- 冬蓮尼 - 吉田哲子
- 徳兵ヱ - 堀北幸夫
- 小倹使 - 柴田昭彦
- 老医者 - 石原須磨夫
- 若旦那(ア) - 美鷹健児
- 若旦那(イ) - 松尾勝人
- 若旦那(ウ) - 平井靖
- 比丘尼(ア) - 富井伊都子
- 比丘尼(イ) - 岩崎美也子
- 比丘尼(ウ) - 京あけみ
- 老婆 - 三星東美
- 芳春尼 - 吉沢京子

第37話 「落し技替玉斬り」
- 沢田弥四郎 - 佐藤仁哉
- あや - 村田みゆき
- 利兵治 - 穂高稔
- 細川 - 藤沢薫
- 城代家老 - 永野辰弥
- 和助 - 新郷隆
- 又吉 - 諸木淳郎
- 留吉 - 美樹博
- 女郎 - 三笠敬子
- おとき - 沢芝藍子
- 藩士 - 暁新太郎
- 藤ヱ門 - 滝田裕介

第38話 「闇技船中殺」
- 伍平 - 梅津栄
- 小糸 - 加山麗子
- 江川 - 原口剛（2回目）
- 林玄蕃頭 - 鈴木金哉
- 多助 - 重久剛一
- 惣十 - 脇田日路志
- 茂市 - 美鷹健児
- 勇吉 - 花岡秀樹
- 板野 - 菅貫太郎

第39話 「櫛技斬! 子守唄」
- お房 - 吉田日出子
- 橋爪源十郎 - 石橋雅史
- 弥助 - 島米八
- おきん - 丸平峯子
- 刀剣商 - 伊波一夫
- 内儀 - 常山直子

第40話 「昇り技字凧落し業」
- おさき-珠めぐみ
- 池田屋太作 - 浜田寅彦
- 信松 - 小島三児
- 松吉 - 上田孝則
- お里 - 香月京子
- 唐助 - 国一太郎
- 上田耕作 - 西田良
- 不破哲造 - 滝譲二
- 紋太 - 遠山二郎
- 仙八 - 西川ヒデキ

第41話 「織技重ね裏返し」
- お志乃 - 児島美ゆき
- お艶 - 茅島成美
- 忠三郎 - 荒谷公之
- 宗右ヱ門 - 高城淳一
- 大沢帯刀 - 天野新士
- 村木 - 筑波健
- おとき - 小柳圭子
- おみよ - 稲田弘子
- おくみ - 福島幸子
- 茂平 - 大橋壮多（2回目）

第42話 「隠し技暗闇とどめ刺し」
- おとよ - ひし美ゆり子
- お小夜 - 佐藤あさみ
- 本多勝之進 - 高品正広
- お梅 - 和田瑞穂
- 井垣浩之介 - 高峰圭二
- 香山新次郎 - 大竹修造
- お仲 - 常山直子
- 相良和泉守 - 北原将光
- 雪路 - 谷口ゆかり
- 仙吉 - 伊藤克美

第43話「情技衣替え地獄落とし」
- おさん - 赤座美代子
- 勘吉 - 鶴田忍
- 美鳥 - 中條郷子
- 助三 - 海老江寛
- 淵辺監物 - 五味龍太郎（3回目）
- もよ - 松井加容子
- 涌田 - 山口幸生
- 村路 - 島村晶子
- 可内 - 下元年世
- 木部 - 柳原久仁夫
- 医師 - 北村光生
- うめ - 松田春子
- 大家 - 沖ときお
- 川本 - 暁新太郎
- たけ - 服部明美
- まつ - 岩崎美也子
- 初太郎 - 池田真司
- 春 - 福山真由美
- 与吉 - 阿南忠幸
- 留松 - 漁野篤史
- すて - 山田絵美

第44話 「艶技鬼面潰し」
- 原田大蔵 - 上野山功一
- 真佐木の局 - 西尾三枝子
- 笹絵 - 野平ゆき
- 多田源三郎 - 大石高裕
- 妻木伊勢之介 - 千葉敏郎
- 長野甚十郎 - 伊波一夫
- 若い男 - 四方公
- 若侍 - 滝山英吾
- 門番 -  木沢雅博
- 同心(ア) - 平井靖
- 同心(イ) - 美鷹健児
- 火盗改(ア) - 丸尾好広
- 火盗改(イ) - 東悦次

第45話 「裏技欺しの十手業」
- 中山利平 - 堺左千夫
- つる - 和田幾子
- さわ - 松原愛
- 仁吉 - 広瀬昌助

第46話 「怨技非業竹光刺し」
- 大槻主膳 - 須賀不二男（2回目）
- 和馬 - 本郷直樹
- 菊乃 - 雪代敬子
- 沙織 - 香野なつみ
- 大槻家下男 嘉助 - 日高久
- 香月藩主 但馬勘解由 - 綾川香
- 家老 八雲源吾 - 加賀邦男
- 藩士 中津川隼人 -浜伸二

第47話 「悔し技情念恋火攻め」
- 幸助-嵐芳三郎
- 半三 - 市川祥之助
- 木曽屋十兵ヱ - 瀬川新蔵
- 嵐花三郎 - 今村民路
- 八重 - 今村文美
- 駕篭屋(ア) - 片岡欣也
- 駕篭屋(イ) - 重久剛一
- 芸者 染八 - 大崎紀子
- 与力 - 加茂雅幹
- 火盗改-諸木淳郎
- 酔漢(ア) - 東悦次
- 酔漢(イ) - 伊藤克美
- 芸者(ア) - 三笠敬子
- 芸者(イ) - 岩崎美也子

第48話 「表技魔の鬼面割り」
- 土田甚内 - 織本順吉
- おゆき - 吉本真由美
- 日下玄朴 - 城所英夫
- 平井玄馬 - 下元年世
- 加藤進三 - 石倉英彦
- 土井主膳 - 堀内一市
- おとき - 八重垣百合
- 娘 - 沢芝藍子
- 遊び人(ア) - 東悦次
- 遊び人(イ) - 梶山雅一
- 町人(ア) - 松尾勝人
- 町人(イ) - 平井靖
- 町人(ウ) - 下田佳男
- 足立東洋-堀北幸夫

第49話 「偽技浮かれ囃子攻め」
- 小染 - 田島令子
- 俎鯉之助 - 北村総一郎（現・総一朗）
- 運海 - 北九州男
- 天城屋 - 丘路千
- 同心・島村 - 西田良
- 相馬屋 - 日尾幸司
- 御大尽 - 沖ときお
- 道中の男 - 新郷隆
- 寅松 - 鈴木義章
- 用心棒 - 渡辺憲悟
- 鯉之助の父 - 石原須磨夫
- 鯉之助の母 - 三星東美
- 庄内屋 - 伊波一夫
- 与力福田 - 美樹博

第50話 「嘘技無用試し斬り」
- 篠崎幹之介 - 新田昌玄
- 田鶴 - 田中綾子（2回目）
- 矢部盛正 - 波田久夫（2回目）
- 津山玄造 - 佐藤京一
- 高田屋弥兵衛 - 高木二朗
- 仙吉 - 山本弘
- 瀬戸口左近 - 野口貴史
- 古道具屋の亭主 - 伊波一夫
- 浪人池上 - 丸尾好広
- 大家 - 松尾勝人

第51話 「覗き技天地入れ替つぶし」
- おわか　- 白川和子
- 梅花庵楽味斉（長蔵） - 早川保
- 梅屋弥右衛門 - 西本裕行
- お鶴 - 野口ふみえ
- 尾形主計 - 鈴木金哉
- 紋七郎 - 山本一郎
- 新太郎 - 山田克二
- 由次 - 山本祐輔
- 牢番 - 平井靖
- 掛茶屋の亭主 - 丸尾好広
- 半玉(ア) - 田中由春
- 半玉(イ) - 野村しのぶ
- 半玉(ウ) - 葉山リコウ

第52話 「潜り技隠し黄金止め」
- 竜次 - 織田あきら
- みゆき - 瞳順子
- 松前屋 - 梅津栄（2回目）
- 工藤庄右ヱ門 - 永野達雄
- 宇部 - 玉生司朗
- 与吉 - 田中弘史
- 海女 - 倉谷礼子
- お春 - 岩崎美也子
- 小屋主 - 伊波一夫

第53話 「惚れ技情炎半鐘割り」
- 与吉 - 中村ブン
- 木曽屋源兵ヱ - 西山嘉孝
- 久蔵 - 北見唯一
- 平次郎 - 高峰圭二
- 松村半十郎 - 西山辰夫（2回目）
- 阿久根 - 芝本正
- 主人甲 - 海老江寛
- 主人乙 - 沖ときお
- 主人丙 - 堀北幸夫
- 町人甲 - 松尾勝人
- 酔客 - 美鷹健児
- 町屋主人 - 伊波一夫
- 女房小春 - 和田かつら
- 棟梁 - 丸尾好広
- 大工甲 - 平井靖

第54話 「呪い技怪談怨霊攻め」
- 宮田宇右衛門 - 船戸順
- 菊乃 - 北川恵
- 伊東甚兵衛 - 横森久
- お梶 - 荒木雅子
- 長野 - 西園寺章雄
- 和之進 - 岩瀬浩規
- 弥生 - 村瀬智子
- 竹中 - 河野実
- 小間物屋 - 西川ヒノデ

第55話 「離れ技孤立水火攻め」
- お松 - 左時枝
- 丈吉 - 住吉道博
- 足利屋勘兵衛 - 北村英三
- 庄司大造 - 山口幸生
- 番頭 儀助 - 伴勇太郎
- 同心 森山 - 波多野博
- 太市 - 糸長真知
- 勘助 - 石井大介
- 大工 - 美鷹健児

第56話 「外し技釣鐘からくり割り」
- 喜代 - 三浦真弓
- お糸 - 竹井みどり（2回目）
- 智深 - 今井健二（2回目）
- 妙珍 - 小林芳宏
- 楊心 - 大島宇三郎
- 馬三 - 岡本忠幸
- 銀次郎 - 有光豊
- 籤売り - 喜田晋平
- 同心 中山 - 小田草之介
- 加賀屋銀三 - 北原将光
- 番頭 - 遠山二郎
- 瓦版売り - 千代田進一
- 役人-平井靖

第57話 「逆さ技大どんでん崩し」
- 友吉 - 石山律雄
- 杉山黒之介 - 亀石征一郎（2回目）
- 千津 - 佐野アツ子
- 吾兵衛 - 須藤健
- 蝮の権次 - 有川正治
- 美津 - 石屋智子
- 香太郎 - 妹尾和夫
- 鼠の休三 - 佐藤好将
- 魚辰 - 暁新太郎
- 番太 - 松尾勝人
- 婆や - 小林加奈枝（4回目）

第58話「暴れ技田楽垂直刺し」
- 定七 - 佐々木剛
- 永久保典膳 - 田中浩（3回目）
- 金坂東馬 - 内田喜郎
- 榊一角 - 佐野守
- 木谷弥一郎 - 大下哲矢
- 世津 - 鮎川十糸子
- お民 - 志乃原良子
- 川辺権助 - 伊波一夫
- 老舗の主人 - 沖ときお
- 丁稚 - 木沢雅博

第59話 「彫り技喜悦観音一刀斬り」
- 中野登美翁 - 神田隆
- 彫辰 - 浜田晃
- 田島伝蔵 - 岩尾正隆
- お絹 - 森あい
- いと - 小林泉
- 山城屋 - 北村光生
- 市五郎 - 遠山欽
- おとき - 末永直美
- おのぶ - 岩崎美也子
- おみよ - 京あけみ
- おしの - 常山直子

第60話 「狙い技仁義無用斬り」
- 時次郎- にしきのあきら（現・錦野旦）
- おゆき - 西崎みどり
- 中津屋権三 - 牧冬吉
- お新- 三浦徳子
- 周作- 岡本隆成
- 茂平- 日高久
- 仁吉 - 山本一郎
- 勘太 - 中嶋茂樹
- お里 - 三笠敬子
- 長屋の大家 - 森秀人
- 長屋の老爺 - 石原須磨夫
- 壺振り - 日道太郎
- 女郎の父親 - 伊波一夫

第61話 「脅し技闇医術千両潰し」
- 大町信吾 - 中条きよし
- お雪 - 千野弘美
- 惣次郎 - 小林尚臣
- お新 - 吉本真由美
- お常 - 稲田弘子
- 清三郎 - 島米八
- 松島 - 山口朱美
- 玄斎 - 北見唯一
- 辰蔵 - 山本弘
- 鶴之丞 - 新城邦彦
- 六助 - 平井靖
- 藤兵衛 - 沖ときお
- お光 - 高木峯子

第62話 「恨み技悲愁稲妻刺し」
- 越川伊織 - 佐藤仁哉
- 辰三 - 根岸一正
- お絹 - 賀田裕子
- 角倉源八郎 - 椎谷建治
- 大沢玄蕃 - 筑波健
- 熊田万作 - 諸木淳郎
- 仙松 - 布目真爾
- 捨吉 - 市川男女之助
- 同心(ア) - 東悦次
- 同心(イ) - 扇田喜久一
- 同心(ウ) - 村山茂
- 同心(エ) - 木沢雅博

第63話 「誘い技死霊からくり岩山落し」
- 末吉 - 中野誠也（2回目）
- 重兵衛 - 小笠原良知
- ゆき - 片山真由美
- 小太郎 - 瀬賀敏之
- 覚全 - 五味龍太郎
- 伊勢屋 - 北見唯一
- お光.梶原美智子
- 利助 - 田中弘史
- 源次 - 宍戸大全
- 順斎 - 伊波一夫

第64話 「崩し技真偽友禅染め落し」
- お梶 - 岩井友見
- 安藤伝蔵 - 田口計（2回目）
- 西田甚内 - 永野達雄
- 辰巳屋惣吉 - 西山嘉孝
- 六郎太 - 今村廣則
- 白井 - 丘路千
- 嘉助 - 柳川清
- 田山 - 出水憲司（3回目）
- 番頭宇平 - 重久剛一
- 貞七 - 酒井原豊廣
- お竹 - 服部明美
- 大原 - 布目真爾
- 同心(ア) - 琢磨一生
- 同心(イ) - 松尾勝人
- 同心(ウ) - 加藤正記

第65話 「散り技花火炸裂乱れ斬り」
- 清吉 - 大木実
- 鍵屋弥兵衛 - 高木二郎
- 千吉 - 楠年明
- お千代 - 堂園千秋
- 井上 - 浜伸二
- 田村 - 野上哲也
- お大尽 - 松田明
- 若い二枚目 - 有光豊
- 坂本 - 東悦次
- 伝八 - 伊波一夫
- 花火屋 - 平井靖
- 船頭 - 美鷹健児
- 芸者(ア) - 淡城みゆき
- 芸者(イ) - 全芳美
- 芸者(ウ) - 河野富子

第66話 「描き技絵筆逆手屏風突き」
- 夢中恋路楼 - 菅貫太郎（2回目）
- 蔦屋重兵衛 - 江幡高志（2回目）
- 糸柳縫之助 - 可児健二
- 杉井玄庵 - 藤沢薫
- 小ねこ - 村瀬智子
- 〆吉 - 池田雪路
- 元吉 - 高橋仁
- 順三郎 - 内田裕
- 竹次 - 竹内健一
- 義助 - 下元年世
- おきみ - 池田直子
- おらん - 松谷令子
- おかん - 小柳圭子
- お染 - 岩崎美也子

第67話 「詣り技暗闇丑の刻重ね斬り」
- お種 - 浅香光代
- おまき - 北川恵
- 林弥一郎 - 綾川香
- 美濃屋庄兵衛 - 西山辰夫（3回目）
- 道源 - 大島宇三郎
- 八重 - 平野真理
- 夜番 - 藤川準
- 丸尾好広
- 伊波一夫
- 村山茂

第68話 「願い技奉納絵馬呪い割り」
- おりん - 木村弓美
- 清三郎 - 吉田豊明
- 佐八 - 槇健吾
- 利兵ヱ - 弘松三郎
- 庄内屋 - 山口幸生
- お菊 - 山口朱美
- 松三 - 伝法三千雄
- 徳次 - 筑波健
- 善助 - 暁新太郎
- 与吉 - 千代田新一

第69話 「盗り技乱調お神楽刺し」
- お峰 - 奈月ひろ子
- 松葉屋壮助 - 外山高士（2回目）
- 善六 - 長谷川弘
- 千吉 - 上田孝則
- つる - 吉川佳代子
- 小梅 - 森みつる
- 宇垣玄馬 - 西園寺章雄
- 小杉左源太 - 松岡直樹
- 辰平 - 原一平
- 清助 - 東悦次
- 長次 - 阿南忠幸
- 市松 - 辻村重樹
- 長屋の内儀 - 小林加奈枝

第70話 「慕い技神輿暴れ突き」
- 雲井望郷 - 森次晃嗣
- 雲井望威 - 山本紀彦
- 浅香屋宗兵衛 - 加賀邦男
- お三重 - 久野陽子
- 本間 - 山村弘三
- 邦枝 - 山波宏
- 治助 - 日高久
- 正吉 - 表淳夫
- 留次 - 加藤正記
- 同心 若月 - はりた照久
- 刺客(ア) - 佐藤好將
- 刺客(イ) - 宍戸大全
- 漁師 - 松尾勝人
- 手古舞 - 花柳陽要
- 安田由紀
- 的野三栄子

第71話 「絞り技一揆助命脳天突き」
- 堀備前守直親 - 田崎潤
- 戸塚軍兵衛 - 原田清人
- 守田将監 - 袋正
- お美代 - 山本百合子
- 阿部重之助 - 出水憲司（4回目）
- 同心 山田 - 須永克彦
- 嘉助 - 後藤基治
- 善右ヱ門 - 藤川準
- 正太 - 平井靖
- 与吉 - 木沢雅博
- 門番 - 松尾勝人
- 女将 - 高木峯子

第72話 「念じ技偽説法ざんげ斬り」
- 甲州屋 - 長門勇
- 式守（隼の権造） - 神田隆（2回目）
- 竹次郎 - 八名信夫
- 銀三 - 石倉英彦
- 佐七 - 山崎博之
- お久 - 三浦徳子
- お杉 - 山口真代
- 千恵 - 石屋智子

第73話 「断絶技激走! 一直線刺し」
- みほ - 山本ゆか里
- 朝吉 - 川島祐介
- 藤兵衛 - 中井啓輔
- 田村格之助 - 石橋雅史（2回目）
- 勘太 - 高峰圭二
- 捨吉 - 岡本隆成
- 芳三 - 四方公
- 音松 - 新郷隆
- 錺職の親方 - 石原須磨男
- 芸者 - 岩崎美也子
- 牢番 - 山内八郎

第74話 「引き技強奪押し込み斬り」
- 小春 - 今出川西紀（2回目）
- たか - 伊吹友木子
- 大野太兵衛 - 高野真二（2回目）
- 丹阿弥元春 - 永野辰弥
- 甲屋小平次 - 阿木吾郎
- 今井佐太郎 - 田中弘史
- 細野進平 - 水上保宏
- 細野家の番人 - 美鷹健児
- 岡っ引 - 平井靖
- 甲屋の番頭 - 丸尾好広
- 鳶の者 - 梶山雅一

第75話 「訴え技火だるま身替り消し」
- 茜 - 大信田礼子
- 立木栄之進 - 矢吹二朗
- 畑竜三郎 - 大下哲矢
- 境屋十兵衛 - 高木二朗
- 喜平 - 高木吉治
- 卯吉 - 石井洋充
- お妙 - 岩崎美也子
- うめ - 河東けい
- 同心青山 - 浜田雄史
- 克蔵 - 沖ときお
- 瓦版売り - 松尾勝人
- 夜鷹の客 - 美鷹健児
- 門番 - 伊波一夫

第76話 「詰め技王手飛車駒落し」
- 西千之助 - 頭師佳孝
- 駒木根監物 - 上野山功一（2回目）
- 天野友絵 - 加山麗子
- 林和助 - 船水俊宏
- 星野十蔵 - 武周暢
- 将棋会所の主人 -伊藤亮英
- 天野宗順 - 乃木年雄
- 船宿のお内儀 - 小柳圭子
- 大橋宗印 - 邦保
- 成田弘文 - 筑波健
- 職人(ア) - 河野実
- 職人(イ) - 大迫英喜

第77話 「盗み技背面逆転倒し」
- 仙造 - 小坂一也
- 高見備前守 - 川合伸旺（2回目）
- 井上壱岐守 - 大木悟郎
- 榊原与市兵衛 - 山口幸生
- 伝吉 - 楠年明
- 長一郎 - 道井和仁
- 倉三 - 吉田良全
- 幸右衛門 - 玉生司郎
- 千蔵 - 暁新太郎
- お光 - 榎木麻千子
- お花 - 小湊睦子
- 友次 - 滝譲二
- おりん - 嶺はるか
- 由松 - 竹内健一
- 同心山崎 - 丸尾好広
- 同心河合 - 中村明豊
- 同心青木 - 野上哲也
- 同心田口 - 加藤正記
- 杉八 - 大迫英喜
- 幸太郎 - 坂本雅

第78話 「疾風技浮世節無情斬り」
- お芳 - 竹井みどり（3回目）
- お浜 - 宮田圭子
- 島中八郎太（八十助） - 大竹修造
- 鈴江嘉門 - 谷口完
- 弘前屋歳三 - 江並隆
- 長谷部監物 - 溝田繁
- 猪之助 - 西田良
- 秋野雄之進 - 五十嵐義弘
- おしまの客 - 海老江寛
- お勝 - 近江輝子
- 豚松 - 家野繁次
- 弥平 - 重久剛一
- 弥一 - 木村謙太郎
- ゆき - 小湊都起子
- 和泉屋の用心棒(ア) - 東悦次
- 和泉屋の用心棒(イ) - 梶山雅一

第79話 「隠し技潜入喉輪攻め」
- 安部弥十郎 - 西沢利明
- 八田勝之進 - 遠藤征慈
- 菊 - 水原麻記
- 源次 - 牧冬吉
- 安部佐馬之助 - 石倉英彦
- 湯屋番 - 沖ときお
- 飯屋の婆 - 三星東美
- 野分の参二 - 松尾勝人
- 同心山崎 - 日高久
- 同心青木 - 平井靖
- 同心田口 - 遠山二郎
- 同心河合 - 伊藤克美

第80話 「踊り技回り舞台振り落し」
- 市之助 - 四代目 市川左團次
- 太兵衛 - 遠藤太津朗
- 国三 - 二代目 坂東慶三
- 梅蔵 - 山村弘三
- 時五郎 - 小田部通麿
- 藤次 - 山本一郎
- 町人(ア) - 美鷹健児
- 町人(イ) - 松尾勝人
- 太兵衛の手下 - 鈴木義章
- 菊弥 - 加藤正記

第81話 「捜し技高利蟻地獄斬り」
- 堀田新三郎 - 本郷直樹
- 早苗 - 鈴鹿景子
- 雲市 - 北九州男
- 松五郎 - 岡本正幸
- 徳次 - 小田草之介
- 鬼吉 - 中村明豊
- おりく - 和泉敬子
- はる - 峯るみ子
- 染谷文兵衛 - 石津貞義
- 同心田口 - 東悦次
- 同心青木 - 扇田喜久一
- 同心山崎 - 梶山雅一
- 同心河合 - 美鷹健児
- 魚屋太吉 - 松尾勝人
- 下っ引き三太 - 平井靖
- 小者(ア) - 伊藤克美
- 小者(イ) - 丸尾好広
- 同心の女房(ア) - 倉谷礼子
- 同心の女房(イ) - 末永厚子

第82話 「激闘技地獄道暴れ斬り」
- 八郎兵衛 - 小林昭二
- 夜嵐銀平 - 阿藤海（現：快）
- 木崎左源太 - 八名信夫
- 小伝次 - 下元年世
- お安 - 池田幸路
- おこう - 久仁亮子
- 梅吉 - 岡本崇
- おすぎ - 上田理恵
- 民次 - 宮地史郎
- 長屋の主婦(ア) - 奥丁敬子
- 長屋の主婦(イ) - 河野清子
- 長屋の主婦(ウ) - 小林加奈枝
- 甘酒屋の少女 - 京あけみ
- 屋台の客 - 松尾勝人
- 伊藤克美
- 東悦次

第83話 「沈め技花嫁偽装返し突き」
- 大江戸屋儀平 - 高木均
- お勢 - 堀越陽子
- 妙 - 三浦真弓
- 水夫頭権 - 筑波健
- 小吉 - 工藤英夫
- 田丸屋 - 須永克彦
- 船大工 久蔵 - 野崎善彦
- 善 - 重久剛一
- 辰 - 暁新太郎
- 春乃 - 早見栄子
- 春乃の情夫 - 南条景浩
- ツル - 三星東美
- 長屋の住人 - 平井靖
- 美鷹健児
- 大迫英樹
- 加藤正記

第84話 「散り技仕事人危機激進斬り」
- 川野勘兵衛 - 中井啓輔（2回目）
- 井出一太郎 - 原口剛（2回目）
- 赤馬の金兵衛 - 波田久夫（3回目）
- お安 - 宇田川智子
- 庄田図書頭 - 高野真二（3回目）
- ヤッパの平六 - 堀田真三
- 伝次 - 野上哲也
- 三平 - 立原景裕
- 岡っ引 - 平井靖
- 牢屋敷の番人 - 東悦次
- 扇田喜久一
- 松尾勝人
- 小助 - 横井邦夫

## 殺し技
中村主水
大刀と脇差で、悪人を斬る、刺す。第22話、第58話は槍を使用した。
第6話、第8話、第16話 - 第20話、第23話、第26話、第27話、第29話、第30話、第34話 - 第38話、第40話 - 第44話、第46話 - 第55話、第57話 - 第66話、第68話 - 第72話、第75話 - 第84話はBGM「恨み晴らして候」に乗せて、殺しを行う。それ以外の回は30話まで「暗闇にひと突き」、それ以降は「夜霧を裂いて」。第9話、第10話、第21話は「仕掛けて殺して 日が暮れて」。第73話は、シリーズ第4作『暗闇仕留人』の主題歌「旅愁」に乗せて、殺しを行う。これ以降、『必殺仕事人V・激闘編』まで、一部の例外を除いて、このパターンが定着する。同時に、これは第20作『必殺渡し人』以降の「非主水シリーズ」において、リーダー格（または元締格）の殺し屋がスローバラードで、それ以外のメンバーはアップテンポの殺しのテーマに乗せて、殺しを行う演出の先駆けとなった。
第1話では柄が抜ける細工をした刀を渡し、相手を油断させて抜かせ、動揺した隙を突いて斬り倒す戦法を使うが、これは『必殺仕事人V』で柄に仕込んだ刃で、悪人の急所を突き刺す変則技の原型であり、スペシャル『勢ぞろい仕事人』でも使用した。
シリーズ第2作『必殺仕置人』（第22話）以来の床下突きも復活した（第77話）。
畷左門
愛用の胴田貫で、悪人を斬り殺す。不意討ちの主水とは対照的に、堂々とした真剣勝負を挑む。第18話は斜めに切って、刃を仕込んだ筆と相手の匕首を使用した。
第29話より、悪人の腰骨を外して、人体をプロレスのキャメルクラッチや逆エビ固めの要領で二つ折りにする。殺しの流れとしては主に相手に組み付いてから当て身で動きを止め、腹這いや壁に押しつけた状態にして親指の指圧で腰骨を外す。その際に右親指に巻き付けた、赤い糸が千切れる描写がある。ただし、仕掛ける相手を急で呼び出し、遂行する際に指に巻きつけても赤紐が切れていない場面がある。第30話では相手の握る刀を利用して刺殺するイレギュラーな殺しをしている他、第49話では切られた柄杓の柄で刺し、鞘の紐を首に巻き付け、へし折った。第58話ではほどいた糸を武器として使い、相手の目を切り裂く技を見せた。人体二つ折り自体は『助け人走る』（島帰りの龍）『必殺仕置屋稼業』（印玄）『新必殺仕置人』（念仏の鉄）といった過去作においても度々イレギュラー的に行われたことのある殺し方だが、正式な殺し技として定着したのは本作が唯一。
スペシャル『恐怖の大仕事』では、腰骨外しが通じない相手に対し大刀を再び使用している。
秀
簪作りの細工用のノミで、悪人の首筋を刺す。第18話は売り物の金簪、第22話は金杯簪を使用した。
第33話より、金属製の房が付いた簪で、悪人の背後から首筋を刺す。相手によっては殺す前に簪の尖端で両目を切り裂いたり（第43話）、正面から眉間を突き刺したり（第45話）、犠牲者が遺した道具（豆腐切り用の金具）で首筋を切り裂いたり（第58話）といった被害者の報復感情を乗せた殺し方を度々行った。殺す際に見せる表情も、クールなイメージの強い『新必殺仕事人』以降とは異なり怒りの感情をむき出しにした荒々しいものが多い。
鹿蔵
殺しの実行に参加することはほとんど無かったが、第3話で嘘の依頼をした頼み人を匕首で刺し殺したことがある。
第1話の回想シーンでは投げ縄を使い、悪人の首に巻き付け、絞殺していた。
おとわ
三味線の撥で、悪人の首筋を斬る。
棹や糸巻に刃物が仕込まれた「仕込み三味線」も使用した。

## スタッフ
- 制作 - 山内久司、仲川利久（朝日放送）、櫻井洋三（松竹）
- 脚本 - 野上龍雄、尾中洋一、石森史郎、山浦弘靖、貞永方久、高坂光幸、吉田剛、松田司、石川孝人、國弘威雄、和久田正明、武末勝、南谷ヒロミ、松原佳成、筒井ともみ、東乃秋晶、大津一郎、林企太子、長瀬未代子
- 音楽 - 平尾昌晃
- 監督 - 松野宏軌、貞永方久、原田雄一、工藤栄一、山下耕作、高坂光幸、田中徳三、都築一興、石井輝男、岡本静夫、長谷川安人、井上梅次、家喜俊彦
- 協力 - エクラン演劇集団、新演技座
- 制作協力 - 京都映画撮影所（現・松竹撮影所）
- 制作 - 朝日放送、松竹

## 主題歌
- 主題歌：金沢明子「浜千鳥情話」
作詞：茜まさお、作曲：平尾昌晃、編曲：竜崎孝路
  - エンディング映像
第1話 - 第2話：波に打たれる海岸の岩場。
第3話 - 第28話：第1話、第2話のものと背景は同じだが、キャストのクレジットが始まる直前から、フィルター処理で赤くしている。
第29話 - 第84話：夜の海岸あるいは川岸の俯瞰。この映像は次回作以降のエンディングでも使用している。
- 挿入歌：金沢明子「みちのく流れ唄」（ビクターレコード〈現在：JVCケンウッド・ビクターエンタテインメント〉）
作詞：茜まさお、作曲：平尾昌晃、編曲：竜崎孝路
- 挿入歌：三田村邦彦「いま走れ! いま生きる!」（東芝レコード〈現在：ユニバーサルミュージック・EMI Records Japan〉）（第39話 - 第58話[31]） 
作詞：三田村邦彦、作曲：小坂明子、編曲：小坂務
- 挿入歌：西崎みどり「旅愁」（ミノルフォンレコード〈現在：徳間ジャパンコミュニケーションズ〉）（第73話）
作詞：片桐和子、作曲：平尾昌晃、編曲：竜崎孝路

- サウンドトラック
必殺仕事人THE BEST!（1987年5月4日、キングレコード、K32X-7051）
必殺仕事人/必殺仕事人・激突! - オリジナル・サウンドトラック全集 12（1996年5月22日、キングレコード、KICA-3012）
中村主水伝説 必殺仕事人ベスト!（2015年6月24日、松竹、SOST-3023）

## 放送日程
- 強調部は、サブタイトルのフォーマット（第1話 - 第28話まで、サブタイトルは全て疑問形。第29話 - 第84話は「○○技△△」）。
- 第20話はスペシャルテレビアニメ『アンネの日記 アンネ・フランク物語』のため、30分繰り下げて22:30 - 23:24で放送。
- 第55話は、必殺シリーズ400回目。

| 話数   | 放送日         | サブタイトル                      | 脚本              | 監督       |
| ------ | -------------- | --------------------------------- | ----------------- | ---------- |
| 第1話  | 1979年5月18日  | 主水の浮気は成功するか？          | 野上龍雄          | 松野宏軌   |
| 第2話  | 1979年5月25日  | 主水おびえる! 闇に光る眼は誰か?   | 野上龍雄          | 松野宏軌   |
| 第3話  | 1979年6月1日   | 仕事人危うし! 暴くのは誰か?       | 尾中洋一          | 貞永方久   |
| 第4話  | 1979年6月8日   | 主水は三途の川を避けられるか?     | 石森史郎          | 原田雄一   |
| 第5話  | 1979年6月15日  | 三十両で命が買えるか?             | 山浦弘靖          | 松野宏軌   |
| 第6話  | 1979年6月22日  | 主水は葵の紋を斬れるか?           | 石森史郎          | 原田雄一   |
| 第7話  | 1979年6月29日  | 主水をあやつるバチの音は誰か?     | 野上龍雄          | 工藤栄一   |
| 第8話  | 1979年7月6日   | 仕事人が可愛いい女を殺せるか?     | 尾中洋一          | 山下耕作   |
| 第9話  | 1979年7月13日  | 蛍火は地獄への案内か?             | 石森史郎          | 松野宏軌   |
| 第10話 | 1979年7月20日  | 木曽節に引かれた愛のその果ては?   | 尾中洋一          | 原田雄一   |
| 第11話 | 1979年7月27日  | 極悪人ほど よく眠れるか?          | 石森史郎          | 松野宏軌   |
| 第12話 | 1979年8月3日   | 三味の音は七つの柩のとむらい唄か? | 貞永方久          | 貞永方久   |
| 第13話 | 1979年8月10日  | 矢で狙う標的は仕事人か?           | 尾中洋一          | 松野宏軌   |
| 第14話 | 1979年8月17日  | 情は人のためにならないか?         | 石森史郎 高坂光幸 | 高坂光幸   |
| 第15話 | 1979年8月24日  | その仕事の依頼引き受けるのか?     | 保利吉紀          | 原田雄一   |
| 第16話 | 1979年8月31日  | 綺麗な花にはなぜ刺があるのか?     | 石森史郎          | 松野宏軌   |
| 第17話 | 1979年9月7日   | 鉄砲で人を的にした奴許せるか?     | 吉田剛            | 貞永方久   |
| 第18話 | 1979年9月14日  | 武器なしで あの花魁を殺れるのか?  | 松田司            | 原田雄一   |
| 第19話 | 1979年9月21日  | 仕事人が女に惚れて何故悪い?       | 石森史郎          | 田中徳三   |
| 第20話 | 1979年9月28日  | この世の地獄は何処にあるのか?     | 石森史郎          | 松野宏軌   |
| 第21話 | 1979年10月5日  | 子隠しで昔の恨みを晴らすのか?     | 松田司            | 田中徳三   |
| 第22話 | 1979年10月12日 | 登城する大名駕籠はなぜ走るのか?   | 石川孝人          | 都築一興   |
| 第23話 | 1979年10月19日 | 渡る世間は鬼ばかりか?             | 石森史郎          | 原田雄一   |
| 第24話 | 1979年10月26日 | 冥土へ道連れを送れるか?           | 石川孝人          | 松野宏軌   |
| 第25話 | 1979年11月2日  | 裏の裏のそのまた裏に何があるのか? | 國弘威雄          | 高坂光幸   |
| 第26話 | 1979年11月16日 | 半吉は女の愛で立ち直れるか?       | 松田司            | 原田雄一   |
| 第27話 | 1979年11月23日 | 死を賭けて虎の尾が踏めるのか?     | 石森史郎          | 松野宏軌   |
| 第28話 | 1979年11月30日 | 尼寺に鬼女は棲むのか?             | 和久田正明        | 田中徳三   |
| 第29話 | 1979年12月7日  | 新技腰骨はずし                    | 野上龍雄 石川孝人 | 石井輝男   |
| 第30話 | 1979年12月14日 | 酔技田楽突き                      | 石森史郎          | 松野宏軌   |
| 第31話 | 1979年12月21日 | 弓技標的はずし                    | 松田司            | 原田雄一   |
| 第32話 | 1979年12月28日 | 隠技待伏せ斬り                    | 武末勝            | 松野宏軌   |
| 第33話 | 1980年1月4日   | 炎技半鐘撲り                      | 石森史郎          | 松野宏軌   |
| 第34話 | 1980年1月11日  | 釣技透かし攻め                    | 石川孝人          | 高坂光幸   |
| 第35話 | 1980年1月18日  | 飛技万才踊り攻め                  | 武末勝            | 田中徳三   |
| 第36話 | 1980年1月25日  | 合掌技地獄落し                    | 武末勝            | 田中徳三   |
| 第37話 | 1980年2月1日   | 落し技替玉斬り                    | 石川孝人          | 松野宏軌   |
| 第38話 | 1980年2月8日   | 闇技船中殺                        | 吉田剛            | 松野宏軌   |
| 第39話 | 1980年2月15日  | 櫛技斬! 子守唄                    | 野上龍雄          | 岡本静夫   |
| 第40話 | 1980年2月22日  | 昇り技字凧落し業                  | 石森史郎          | 松野宏軌   |
| 第41話 | 1980年2月29日  | 織技重ね裏返し                    | 武末勝            | 原田雄一   |
| 第42話 | 1980年3月7日   | 隠し技暗闇とどめ刺し              | 石森史郎          | 田中徳三   |
| 第43話 | 1980年3月21日  | 情技衣替え地獄落し                | 南谷ヒロミ        | 田中徳三   |
| 第44話 | 1980年3月28日  | 艶技鬼面潰し                      | 松田司            | 原田雄一   |
| 第45話 | 1980年4月4日   | 裏技欺しの十手業                  | 石川孝人          | 松野宏軌   |
| 第46話 | 1980年4月11日  | 怨技非業竹光刺し                  | 石森史郎          | 原田雄一   |
| 第47話 | 1980年4月18日  | 悔し技情念恋火攻め                | 松田司            | 田中徳三   |
| 第48話 | 1980年4月25日  | 表技魔の鬼面割り                  | 松原佳成          | 田中徳三   |
| 第49話 | 1980年5月2日   | 偽技浮かれ囃子攻め                | 石森史郎          | 松野宏軌   |
| 第50話 | 1980年5月9日   | 嘘技無用試し斬り                  | 國弘威雄          | 長谷川安人 |
| 第51話 | 1980年5月16日  | 覗き技天地入れ替つぶし            | 南谷ヒロミ        | 原田雄一   |
| 第52話 | 1980年5月23日  | 潜り技隠し黄金止め                | 筒井ともみ        | 田中徳三   |
| 第53話 | 1980年5月30日  | 惚れ技情炎半鐘割り                | 石川孝人          | 田中徳三   |
| 第54話 | 1980年6月6日   | 呪い技怪談怨霊攻め                | 石森史郎          | 松野宏軌   |
| 第55話 | 1980年6月13日  | 離れ技孤立水火攻め                | 石森史郎          | 長谷川安人 |
| 第56話 | 1980年6月20日  | 外し技釣鐘からくり割り            | 東乃秋晶          | 松野宏軌   |
| 第57話 | 1980年6月27日  | 逆さ技大どんでん崩し              | 松原佳成          | 原田雄一   |
| 第58話 | 1980年7月4日   | 暴れ技田楽垂直刺し                | 石森史郎          | 田中徳三   |
| 第59話 | 1980年7月11日  | 彫り技喜悦観音一刀斬り            | 國弘威雄          | 田中徳三   |
| 第60話 | 1980年7月18日  | 狙い技仁義無用斬り                | 石森史郎          | 長谷川安人 |
| 第61話 | 1980年8月8日   | 脅し技闇医術千両潰し              | 國弘威雄          | 原田雄一   |
| 第62話 | 1980年8月15日  | 恨み技悲愁稲妻刺し                | 石森史郎          | 松野宏軌   |
| 第63話 | 1980年8月22日  | 誘い技死霊からくり岩山落し        | 筒井ともみ        | 長谷川安人 |
| 第64話 | 1980年8月29日  | 崩し技真偽友禅染め落し            | 石森史郎          | 原田雄一   |
| 第65話 | 1980年9月5日   | 散り技花火炸裂乱れ斬り            | 國弘威雄          | 井上梅次   |
| 第66話 | 1980年9月12日  | 描き技絵筆逆手屏風突き            | 南谷ヒロミ        | 田中徳三   |
| 第67話 | 1980年9月19日  | 詣り技暗闇丑の刻重ね斬り          | 吉田剛            | 井上梅次   |
| 第68話 | 1980年9月26日  | 願い技奉納絵馬呪い割り            | 大津一郎          | 松野宏軌   |
| 第69話 | 1980年10月3日  | 盗り技乱調お神楽刺し              | 石森史郎          | 田中徳三   |
| 第70話 | 1980年10月10日 | 慕い技神輿暴れ突き                | 南谷ヒロミ        | 田中徳三   |
| 第71話 | 1980年10月17日 | 絞り技一揆助命脳天突き            | 筒井ともみ        | 松野宏軌   |
| 第72話 | 1980年10月24日 | 念じ技偽説法ざんげ斬り            | 石森史郎          | 松野宏軌   |
| 第73話 | 1980年10月31日 | 断絶技激走! 一直線刺し            | 保利吉紀          | 工藤栄一   |
| 第74話 | 1980年11月14日 | 引き技強奪押し込み斬り            | 吉田剛            | 井上梅次   |
| 第75話 | 1980年11月21日 | 訴え技火だるま身替り消し          | 林企太子          | 田中徳三   |
| 第76話 | 1980年11月28日 | 詰め技王手飛車駒落し              | 吉田剛            | 原田雄一   |
| 第77話 | 1980年12月5日  | 盗み技背面逆転倒し                | 林企太子          | 田中徳三   |
| 第78話 | 1980年12月12日 | 疾風技浮世節無情斬り              | 石森史郎          | 原田雄一   |
| 第79話 | 1980年12月19日 | 隠し技潜入喉輪攻め                | 林企太子          | 松野宏軌   |
| 第80話 | 1980年12月26日 | 踊り技回り舞台振り落し            | 林企太子          | 田中徳三   |
| 第81話 | 1981年1月9日   | 捜し技高利蟻地獄斬り              | 筒井ともみ        | 井上梅次   |
| 第82話 | 1981年1月16日  | 激闘技地獄道暴れ斬り              | 石森史郎          | 松野宏軌   |
| 第83話 | 1981年1月23日  | 沈め技花嫁偽装返し突き            | 長瀬未代子        | 松野宏軌   |
| 第84話 | 1981年1月30日  | 散り技仕事人危機激進斬り          | 吉田剛            | 家喜俊彦   |

### ネット局
※途中で打ち切られた局がある。
系列は放送当時のもの。
| 放送対象地域   | 放送局             | 系列                                         | 備考                                                               |
| -------------- | ------------------ | -------------------------------------------- | ------------------------------------------------------------------ |
| 北海道         | 北海道テレビ       | テレビ朝日系列                               |                                                                    |
| 青森県         | 青森放送           | 日本テレビ系列 テレビ朝日系列                |                                                                    |
| 秋田県         | 秋田テレビ         | フジテレビ系列                               |                                                                    |
| 岩手県         | テレビ岩手         | 日本テレビ系列                               | 1980年3月までは、テレビ朝日系列とのクロスネット                    |
| 山形県         | 山形放送           | 日本テレビ系列 テレビ朝日系列                | 1980年3月までは、日本テレビ系列のみ加盟                            |
| 宮城県         | 東日本放送         | テレビ朝日系列                               |                                                                    |
| 福島県         | 福島テレビ         | TBS系列 フジテレビ系列                       |                                                                    |
| 関東広域圏     | テレビ朝日         | テレビ朝日系列                               |                                                                    |
| 山梨県         | テレビ山梨         | TBS系列                                      |                                                                    |
| 長野県         | 長野放送           | フジテレビ系列                               | 1980年9月、第41話まで                                              |
| 長野県         | テレビ信州         | テレビ朝日系列 日本テレビ系列                | 1980年10月開局、第68話から                                         |
| 新潟県         | 新潟総合テレビ     | フジテレビ系列 日本テレビ系列 テレビ朝日系列 | 現・NST新潟総合テレビ                                              |
| 静岡県         | 静岡けんみんテレビ | テレビ朝日系列                               | 現・静岡朝日テレビ 1979年6月までは、日本テレビ系列とのクロスネット |
| 中京広域圏     | メ〜テレ           | テレビ朝日系列                               |                                                                    |
| 富山県         | 富山テレビ         | フジテレビ系列                               |                                                                    |
| 石川県         | 北陸放送           | TBS系列                                      |                                                                    |
| 近畿広域圏     | 朝日放送           | テレビ朝日系列                               | 制作局                                                             |
| 福井県         | 福井テレビ         | フジテレビ系列                               |                                                                    |
| 徳島県         | 四国放送           | 日本テレビ系列                               |                                                                    |
| 鳥取県・島根県 | 山陰放送           | TBS系列                                      |                                                                    |
| 香川県・岡山県 | 瀬戸内海放送       | テレビ朝日系列                               |                                                                    |
| 広島県         | 広島ホームテレビ   | テレビ朝日系列                               |                                                                    |
| 愛媛県         | 南海放送           | 日本テレビ系列                               |                                                                    |
| 高知県         | テレビ高知         | TBS系列                                      |                                                                    |
| 福岡県         | 九州朝日放送       | テレビ朝日系列                               |                                                                    |
| 山口県         | 山口放送           | 日本テレビ系列 テレビ朝日系列                |                                                                    |
| 長崎県         | 長崎放送           | TBS系列                                      |                                                                    |
| 熊本県         | テレビ熊本         | フジテレビ系列 日本テレビ系列 テレビ朝日系列 |                                                                    |
| 大分県         | 大分放送           | TBS系列                                      |                                                                    |
| 宮崎県         | 宮崎放送           | TBS系列                                      |                                                                    |
| 鹿児島県       | 南日本放送         | TBS系列                                      |                                                                    |

### 必殺仕事人シリーズ
- 必殺仕事人
- 新・必殺仕事人
- 必殺仕事人III
- 必殺仕事人IV
- 必殺仕事人V
- 必殺仕事人V・激闘編
- 必殺仕事人V・旋風編
- 必殺仕事人V・風雲竜虎編
- 必殺仕事人・激突!
- 必殺仕事人2007
- 必殺仕事人2009
- 必殺仕事人2010
- 必殺仕事人2012
- 必殺仕事人2013
- 必殺仕事人2014
- 必殺仕事人2015
- 必殺仕事人2016
- スペシャルドラマ 必殺仕事人(2018年)

### ニックネーム（プロ野球選手）
- 大田卓司（元西武ライオンズ）
- 高須洋介（元東北楽天ゴールデンイーグルス）

### ニックネーム（その他）
- 田島良保（中央競馬元騎手、現調教師）
- ジャンカルロ・フィジケラ (F1ドライバー)

### 共通・類似が見られる他作品
テレビドラマ
- ザ・ハングマン - 悪人を殺害するのではなく、悪事を暴いて社会的に抹殺する。
- デクスター 警察官は殺人鬼

漫画
- 闇狩人

## 前後番組
| 朝日放送制作・テレビ朝日系列 金曜22:00 - 22:54枠       | 朝日放送制作・テレビ朝日系列 金曜22:00 - 22:54枠 | 朝日放送制作・テレビ朝日系列 金曜22:00 - 22:54枠 |
| 前番組                                                 | 番組名                                           | 次番組                                           |
| ------------------------------------------------------ | ------------------------------------------------ | ------------------------------------------------ |
| 翔べ! 必殺うらごろし （1978年12月8日 - 1979年5月11日） | 必殺仕事人 （1979年5月18日 - 1981年1月30日）     | 必殺仕舞人 （1981年2月6日 - 1981年5月1日）       |